# XX Aniversario Magos, Espadas y Rosas
Magos, Espadas y Rosas: XX Aniversario en Vivo es un álbum en vivo de Rata Blanca, editado en 2011.
El disco es una versión en directo del álbum que los lanzó al estrellato en el año 1990: Magos, espadas y rosas, y contiene 7 canciones, entre las que se destaca su hit "La leyenda del hada y el mago". 
El material que conforma el CD fue grabado el 17 de septiembre de 2010, durante el programa de radio "Apagá la Tele", de la FM Rock & Pop de Buenos Aires, a modo de doble festejo, por los 25 años de la emisora, y por los 20 de Magos, espadas y rosas.

## Gira
Conmemorando el 20º aniversario del lanzamiento del disco, Rata Blanca salió de gira en el XX Aniversario Tour por la Argentina y países aledaños, desde el 4 de junio de 2011 hasta el 14 de julio de 2012. Más de un millón de personas los vieron en vivo.

## Gira 25 Años
Luego de concluir la gira por los 20 años de Magos, espadas y rosas, comenzaron una nueva gira que los llevó por toda la Argentina y otros países. Comenzó el 3 de agosto de 2012 y terminó el 29 de noviembre de 2013. El 18 de mayo de 2013 recrearon Rata Blanca y El libro oculto con Saúl Blanch y Adrián Barilari respectivamente, en el Microestadio de Argentinos Juniors. Volvieron al Microestadio el 10 de agosto para participar del Metal para Todos 6. El 28 y 29 de noviembre, después de 21 años, volvieron al Teatro Ópera de Buenos Aires para recrear los álbumes Guerrero del arco iris, El camino del fuego y La llave de la puerta secreta con las formaciones original y actual, respectivamente.

## Lista de canciones
- Autor Walter Giardino, salvo los indicados.

1. La leyenda del hada y el mago - 5:24
2. Mujer amante (W.Giardino, Adrián Barilari) - 6:17
3. El beso de la bruja (W. Giardino, DR) - 4:26
4. Haz tu jugada - 6:34
5. El camino del sol - 9:40
6. Días duros (W. Giardino, Carlos Perigo) - 7:11
7. Por qué es tan difícil amar - 4:03
8. Mujer amante (versión acústica) [bonus track de descarga digital en ITunes] - 6:53

## Miembros
- Walter Giardino - Guitarra
- Adrián Barilari - Voz
- Guillermo Sánchez † - Bajo
- Fernando Scarcella - Batería
- Danilo Moschen - Teclados